# Zemplínske Kopčany
Zemplínske Kopčany este o comună slovacă, aflată în districtul Michalovce din regiunea Košice. Localitatea se află la altitudinea de 104 m deasupra n.m., se întinde pe o suprafață de 9,66 km2 și în 2017 număra 454 de locuitori.

## Istoric
Localitatea Zemplínske Kopčany este atestată documentar din 1332.

## Demografie
| An:                | 1994 | 2004   | 2014    | 2024    |
| ------------------ | ---- | ------ | ------- | ------- |
| Număr de persoane: | 218  | 232    | 441     | 515     |
| Diferență:         |      | +6,42% | +90,08% | +16,78% |

| An:                | 2023 | 2024   |
| ------------------ | ---- | ------ |
| Număr de persoane: | 518  | 515    |
| Diferență:         |      | −0,57% |